# Брегана
Брегана је насељено место у саставу Града Самобора у Загребачкој жупанији, Хрватска. До територијалне реорганизације у Хрватској налазила се у саставу старе загребачке приградске општине Самобор. Брегана је позната по оближњем истоименом граничном прелазу према Републици Словенији.

## Становништво
На попису становништва 2011. године, Брегана је имала 2.440 становника.

## Попис1991.
На попису становништва 1991. године, насељено место Брегана је имало 2.344 становника, следећег националног састава:
| Попис 1991.‍   | Попис 1991.‍  | Попис 1991.‍ | Попис 1991.‍ | Попис 1991.‍ |
| ------------- | ------------ | ----------- | ----------- | ----------- |
|               |              |             |             |             |
| Хрвати        | Хрвати       |             | 1.978       | 84,38%      |
| Срби          | Срби         |             | 105         | 4,47%       |
| Словенци      | Словенци     |             | 104         | 4,43%       |
| Југословени   | Југословени  |             | 40          | 1,70%       |
| Муслимани     | Муслимани    |             | 12          | 0,51%       |
| Црногорци     | Црногорци    |             | 3           | 0,12%       |
| Албанци       | Албанци      |             | 2           | 0,08%       |
| Македонци     | Македонци    |             | 2           | 0,08%       |
| Роми          | Роми         |             | 2           | 0,08%       |
| Мађари        | Мађари       |             | 1           | 0,04%       |
| Немци         | Немци        |             | 1           | 0,04%       |
| Словаци       | Словаци      |             | 1           | 0,04%       |
| Украјинци     | Украјинци    |             | 1           | 0,04%       |
| остали        | остали       |             | 3           | 0,12%       |
| неопредељени  | неопредељени |             | 73          | 3,11%       |
| непознато     | непознато    |             | 16          | 0,68%       |
| укупно: 2.344 |              |             |             |             |